# Lockheed S-3 Viking

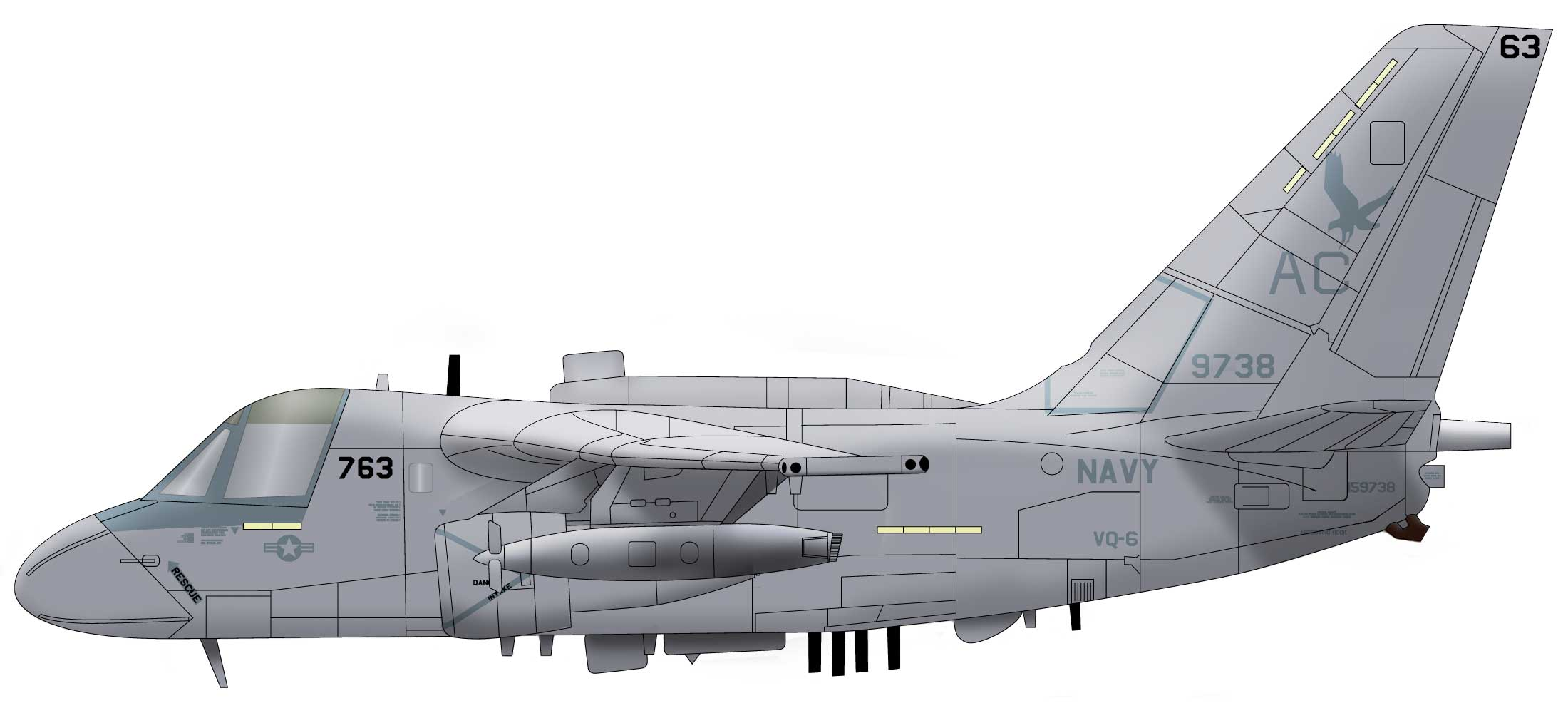
Zijaanzicht ES-3A Shadow

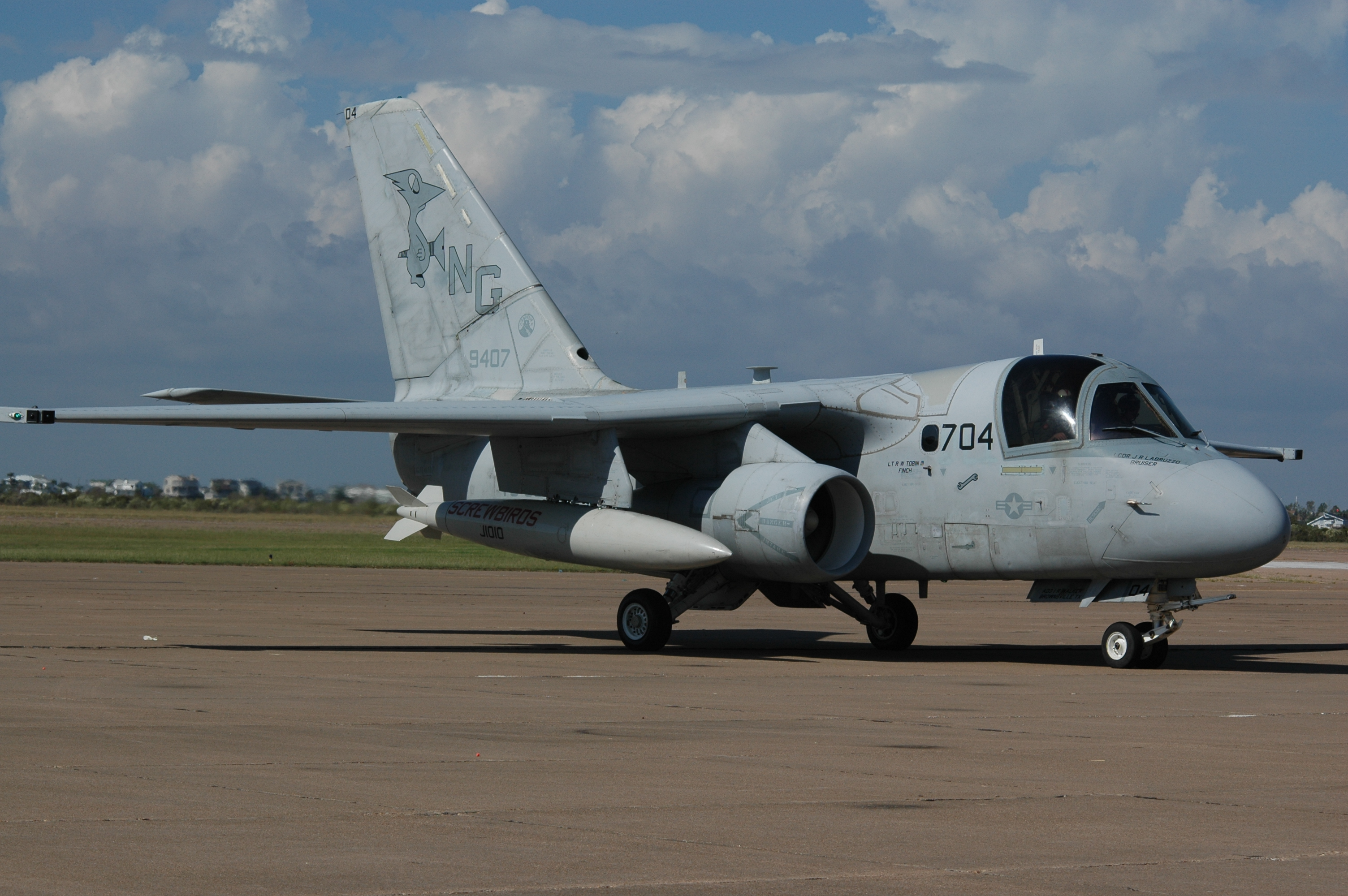
S-3B met pylontanks

De Lockheed S-3 Viking was een Amerikaans vliegtuig dat werd gebouwd om dienst te doen aan boord van de vliegdekschepen van de US Navy. Het werd specifiek ontworpen ter bestrijding van de nieuwe generatie Russische onderzeeboten die hun patrouillegebied langs de kust van de Verenigde Staten hebben.
Het ontwerp was makkelijk herkenbaar door zijn gedrongen bouw met hoogliggende vleugels en twee grote General Electric-turbofans. In de staart was een groot richtingsroer opgenomen en in een intern bommenruim kon een verscheidenheid aan bewapening worden meegevoerd.
Vanwege het zeer kenmerkende fluitende geluid dat zijn motoren maken stond het toestel bij het vlootpersoneel algemeen bekend onder de spotnaam Hoover (stofzuiger).
De bemanning bestond uit vier personen; een commandant, een vlieger, een tactische coördinator (Tacco) en een sensor operator (Senso).
Met de huidige politieke wereldsituatie was de noodzaak voor een dergelijk geavanceerd onderzeebootbestrijdingssysteem naar de achtergrond verdrongen. Daarom werd de S-3 al enige tijd eveneens als tanker ingezet en was zijn actieve inzet als onderzeebootbestrijder zeer verminderd.
Hoewel gepland was om het toestel met zijn oorspronkelijke taak tot 2015 in dienst te houden werden ook de laatste operationele squadrons tijdens de eerste bezuinigingsronde van de nieuwe Amerikaanse regering Obama in februari 2009 opgeheven. Vanwege de eventuele bruikbaarheid in de toekomst zijn de toestellen nog niet gesloopt maar staan ze in de mottenballen opgeslagen bij de Aerospace Maintenance And Regeneration Group (AMARG) op de basis Davis Monthan in Tucson, Arizona.

## Indeling
Oorspronkelijk werden de squadrons S-3 Viking aangeduid als Anti-Submarine Squadrons; t.g.v. de ontspanning in de oost-westverhoudingen zijn ze hernoemd tot Sea Control Squadrons.
Hier volgt de indeling van alle operationele S-3 Vikingsquadrons.
| Squadron | Naam              | Ingedeeld bij             | Opgeheven |
| -------- | ----------------- | ------------------------- | --------- |
| VS-21    | Fighting Redtails | NAS Atsugi                | 2005      |
| VS-22    | Checkmates        | Sea Control Wing Atlantic | 2009      |
| VS-24    | Scouts            | Sea Control Wing Atlantic | 2009      |
| VS-27    | Seawolves         | Sea Control Wing Atlantic | 2009      |
| VS-28    | Gamblers          | NAS Cecl Field            | 1992      |
| VS-29    | Dragonfires       | NAS North Island          | 2004      |
| VS-30    | Diamondcutters    | Sea Control Wing Atlantic | 2009      |
| VS-31    | Topcats           | NAS Jacksonville          | 2009      |
| VS-32    | Maulers           | Sea Control Wing Atlantic | 2009      |
| VS-33    | Screwbirds        | Sea Control Wing Pacific  | 2009      |
| VS-35    | Blue Wolves       | NAS North Island          | 2005      |
| VS-37    | Sawbucks          | NAS North Island          | 1995      |
| VS-38    | Red Griffins      | NAS North Island          | 2004      |
| VS-41    | Shamrocks         | Sea Control Wing Pacific  | 2009      |
| VX-1     | Pioneers          | NAS Patuxent River        | 2009      |
| VX-20    | NFATS             | NAS Patuxent River        | 2009      |
| VQ-5     | Seashadows        | NAS North Island          | 1999      |
| VQ-6     | Black Ravens      | NAS Jacksonville          | 1999      |

## Geschiedenis
De serie S-3 Viking werd in 1972 ontwikkeld door de firma’s Lockheed en Linq Temco Vought en de wapensystemen werden gebouwd rond de op dat moment als topsysteem geldende digitale computer Univac. De Viking werd hiermee de geavanceerde ruggengraat van de US Navy op het gebied van onderzeebootbestrijding.
De eerste vlucht met het prototype YS-3A was in januari 1972 met de Lockheedtestvliegers John Christiansen en Lyle Schafer. Het toestel was van het begin af aan een succesnummer en in april 1972 werden de eerste S-3A’s geleverd. Het testen voor de vliegdekoperaties startte in november 1973.
In februari 1974 werd het toestel als de S-3A Viking in dienst gesteld op Naval Air Station (NAS) North Island, San Diego, Californië. Het toestel werd daar ingedeeld in het toenmalige trainingsquadron VS-41.
In januari 1977 werd het toestel voor het eerst operationeel bij VS-21.

## Uitrusting
De uitrusting van de S-3 Anti Submarine Warfare (ASW) bestond uit
- Texas Instruments AN/APS-116 sea-searchradar in de neus met 3 werkmodes.
  - Mode 1 high-res-periscoopdetectie, de AN/APS-116 kan zelfs tijdens een storm een periscoop in de golven waarnemen.
  - Mode 2 low-res maritieme zoekacties.
  - Mode 3 zoekacties op lange afstand en navigatie tot 278 kilometer; dit werd gebruikt voor het in kaart brengen van kustlijnen en voor het opsporen van slecht weer.
- Texas Instruments OR-89 Forward Looking Infrared (FLIR) uitschuifbare radar met 3x-zoomcapaciteiten.
- IBM AN/ALR-47 Electronic Support Measure (ESM) zendlocatiesysteem met ontvangerpods aan de vleugeltippen voor het opsporen en vastleggen van onbekende radarsignalen.
- Afwerpmogelijkheid voor 60 sonoboeien van allerlei types die via een AN/ARS-2-sonoboei-ontvanger (SRX) worden uitgeluisterd. Ook kunnen speciale boeien voor communicatie met onderzeeboten, rookmarkering en SAR-markeringen (search en rescue) worden gebruikt.
- Texas Instruments AN/ASQ-81 Magnetic Anomaly Detector (MAD) waarmee middels een intrekbare staartboom ondergedoken onderzeeboten werden gelokaliseerd.
- Het gehele ASW-pakket was gekoppeld aan de digitale processor van de Univac 1832 (AN/AYK-10); een verbetering van de Univac 1831 die aan boord van de Lockheed P-3 Orion werd gebruikt.

V.w.b. overige uitrusting beschikte het toestel voor de korte afstand over een aantal UHF-radio’s en een lange-afstands-HF-radio met encryptie en radiodatalinkmogelijkheden. Het toestel was standaard uitgerust met een autopilotsysteem en Identification Friend or Foe-systeem (IFF). Lange-afstandsnavigatie verliep met het Litton AN/ASN-92 inertial navigation system (INS) aangevuld met een TACAN radiobaken-navigatiesysteem en een Doppler-navigatieradar. Het toestel beschikte over een radargeleide hoogtemeter en een automatisch vliegdeklandingssysteem.
Omdat de Viking geen interne bewapening had kreeg hij een wapenruim aan weerszijden van de romp. Dit kon een totaalgewicht van 2200 kilo aan bommen, mijnen, dieptebommen of zelfzoekende torpedo’s bevatten. Ook kon extern in pylons naast iedere motor 680 kilo aan ongeleide raketten, clustermunitie, elektronische apparatuur of 1135 liter brandstof worden meegenomen. Ook konden multiple ejector racks (MERs) worden gemonteerd waarmee drie mijnen of bommen op elke pylon werden vervoerd.

## Versies
Naast de standaard S-3A volgde een upgrade tot
S-3B; deze bezat een verbeterd akoestisch detectiesysteem, nieuwere sonorboeien, een verbeterde radar en de AGM-84 Harpoon (anti-schipraket). De meeste A-modellen werden omgebouwd tot de B-standaard. En vanaf 1984 werd alleen nog het B-model gevoerd.
Ook was er een transportmodificatie voor lading en personeel beschikbaar voor carrier on-board delivery (COD), de Lockheed US-3A. Bij dit toestel waren diverse systemen verwijderd en vervangen door een navigatieradar en een LORAN-Omega-navigatiebakenontvanger. De Senso- en Taccoplaatsen werden verwijderd en vervangen door die van een loadmaster. De US-3A kon 6 personen en 2125 kilo lading meenemen.
Vanaf 1977 was er een toestel ten behoeve van elektronische oorlogvoering beschikbaar, de ES-3A Shadow. 
Vanaf 1979 kwam de tankerversie KS-3A beschikbaar. Alle wapensystemen en sensoren waren verwijderd en vervangen door een tank in elk bommenruim, een externe tank onder elke vleugel en 2 interne slangvoorzieningen. De KS-3A kon totaal 16588 liter brandstof meevoeren.